# 大陽寺順一
大陽寺 順一/菅 順一（たいようじ じゅんいち/すが じゅんいち、1924年8月18日 - 1995年5月5日）は、日本の社会政策学者。一橋大学名誉教授。元社会政策学会代表幹事。

## 人物・経歴
東京市芝区白金で菅礼之助の四男として生まれ、のち菅礼之助義兄 大陽寺順儀に跡取りがいなかったため同家の養子となる。1942年、府立第一中学校（現 都立日比谷高校）卒業。1947年、旧制東京商科大学（現 一橋大学）卒業。中山伊知郎ゼミ出身。井藤半彌門下。1950年一橋大学社会学部助手。1953年講師。1956年助教授。1966年教授。1988年定年退官、名誉教授、八千代国際大学政治経済学部教授。1992年同図書館長。
社会政策本質論、ドイツ社会政策史などを研究し、1976年から1978年まで社会政策学会代表幹事も務めた。指導学生に、藤田伍一 一橋大名誉教授、高田一夫 一橋大名誉教授、山田高生 成城大学名誉教授、木村周市朗 成城大学教授、陣内靖彦 東京学芸大学名誉教授、一條和生 一橋大教授など。

## 著書
- 『社会政策論の歴史と現在』千倉書房 1997年